# Дворище (Жлобинский район)
Дворище (бел. Дворышча) — деревня в Щедринском сельсовете Жлобинского района Гомельской области Белоруссии.

## География
В 35 км на запад от Жлобина, 21 км от железнодорожной станции Красный Берег (на линии Бобруйск — Жлобин), 132 км от Гомеля. Не подолеку расположена река Березина в 3 км. Имеется паромная переправа в 20 км от деревни.
На северо-западе торфяной заказник.

## История
По письменным источникам известна с XIX века как деревня в Степской волости Бобруйского уезда Минской губернии. 
В 1925 году в Добровольщинском сельсовете Паричского района Бобруйского округа. 
В 1929 году организован колхоз, работала кузница. Во время Великой Отечественной войны в боях за деревню и окрестности погибли 68 советских солдат и 1 партизан (похоронены в братской могиле в центре деревни). Освобождена 27 июня 1944 года. На фронтах погибли 57 жителей. 
С 16 июля 1954 года до 18 января 1965 года центр Дворщанского сельсовета Паричского, с 29 июля 1961 года Светлогорского, с 25 декабря 1962 года Жлобинского района Гомельской области. 
Согласно переписи 1959 года центр колхоза имени В. И. Ленина. Располагаются лесничество, отделение связи, библиотека, фельдшерско-акушерский пункт, клуб. 
В 2011 году девятилетняя школа была закрыта. Здание переоборудовали под библиотеку, фельдшерско-акушерский пункт, клуб.

## Население

### Численность
- 2009 год — 269 жителей.

### Динамика
- 1897 год — 54 двора, 372 жителя (согласно переписи).
- 1909 год  — 57 дворов, 437 жителя.
- 1925 год — 83 двора.
- 1959 год — 820 жителей (согласно переписи).
- 2004 год — 161 хозяйство, 369 жителей.
- 2009 год — 269 жителей.

## Транспортная сеть
Транспортные связи по просёлочной, а затем автомобильной дороге Бобруйск — Гомель. Планировка состоит из двух частей: северной (к короткой прямолинейной улице, ориентированной с юго-запада на северо-восток, присоединяются на востоке и западе короткие прямолинейные улицы) и южной (две короткие прямолинейные, близкие к меридиональной ориентации улицы, соединённые на юге переулком). Застройка двусторонняя, преимущественно деревянная, усадебного типа. В 1986 году вместо колхозного сада построена улица с ккирпичными, коттеджного типа, домами, в которых разместились преселенцы из загрязнённых радиацией в результате катастрофы на Чернобыльской АЭС мест, а также приглашённые на работу в колхоз специалисты со всего советского союза, которые нуждались на то время в жилье.